# 니콜라 부크리에프
니콜라 부크리에프(프랑스어: Nicolas Boukhrief, 1963년 6월 4일~)는 프랑스의 영화 감독, 각본가, 배우이다.

## 작품 목록

### 영화
- 프랑스 대테러 (2015년)
- 발렌티노 (2013년)
- 스핑크스 (2010년)
- 코텍스 (2008년)
- 암살자(들) (1997년)